# 1997 год в футболе
В этой статье описываются события, произошедшие в футболе в 1997 году.

## Победители национальных соревнований

### Европа
- Австрия: «Зальцбург»
- Азербайджан: «Нефтчи (Баку)»
- Албания: «Тирана»
- Англия: «Манчестер Юнайтед»
- Андорра: «Принсипат»
- Армения: «Пюник» (В сезоне 96/97) и «Ереван» (В сезоне 97)
- Беларусь: «Динамо (Минск)»
- Бельгия: «Льерс»
- Болгария: «ЦСКА (София)»
- Босния и Герцеговина: «Челик»
- Венгрия: «МТК»
- Германия: «Бавария»
- Греция: «Олимпиакос (Пирей)»
- Грузия: «Динамо (Тбилиси)»
- Дания: «Брондбю»
- Израиль: «Бейтар (Иерусалим)»
- Ирландия: «Дерри Сити»
- Исландия: «Вестманнаэйяр»
- Испания: «Барселона»
- Италия: «Ювентус»
- Казахстан: «Иртыш (Павлодар)»
- Кипр: «Анортосис (Фамагуста)»
- Латвия: «ФК Сконто»
- Литва: «Кареда Шяуляй»
- Люксембург: «Жёнесс Эш»
- Македония: «Силекс»
- Мальта: «Валлетта»
- Молдавия: «Конструкторул»
- Нидерланды: «ПСВ»
- Норвегия: «Русенборг»
- Польша: «Видзев»
- Португалия: «Порту»
- Россия: «Спартак»
- Румыния: «Стяуа»
- Сан-Марино: «Фольгоре/Фальчано»
- Северная Ирландия: «Крузейдерс»
- Сербия: «Партизан»
- Словакия: «Кошице»
- Словения: «Марибор»
- Турция: «Галатасарай»
- Украина: «Динамо (Киев)»
- Уэльс: «Барри Таун»
- Фарерские острова: «Б36 Торсхавн»
- Финляндия: «ХИК»
- Франция: «Монако»
- Хорватия: «Кроация (Загреб)»
- Чехия: «Спарта»
- Швейцария: «Сьон»
- Швеция: «Хальмстад»
- Шотландия: «Рейнджерс»
- Эстония: «Лантана»

### Южная Америка
- Аргентина: Клаусура — «Ривер Плейт»; Апертура — «Ривер Плейт»
- Бразилия: «Васко да Гама»
  -  Сан-Паулу: «Коринтианс»
  -  Рио-де-Жанейро: «Ботафого»
- Уругвай: «Пеньяроль»
- Парагвай: «Олимпия» Асунсьон
- Мексика: 1996/1997 Лето — «Гвадалахара»; 1997/1998 Зима — «Крус Асуль»

## Международные клубные турниры

### Лига чемпионов УЕФА
- «Боруссия» (Дортмунд) —  «Ювентус» (Турин) — 3:1.

### Кубок Кубков УЕФА
- «Барселона» —  «Пари Сен-Жермен» (Париж) — 1:0.

### Кубок УЕФА
- «Шальке-04» (Гельзенкирхен) —  «Интернационале» — 1:0.

### Кубок Либертадорес
- «Крузейро» (Белу-Оризонти) —  «Спортинг Кристал» (Лима) — 0:0; 1:0.

### Суперкубок Либертадорес(Жоао Авеланжа)
- «Ривер Плейт» (Буэнос-Айрес) —  «Сан-Паулу» — 0:0; 2:1. Последний розыгрыш.

### Кубок КОНМЕБОЛ
- «Атлетико Минейро» (Белу-Оризонти) —  «Ланус» — 4:1; 1:1.

### Азиатский Кубок Чемпионов
- «Пхохан Стилерс» — «Соннам Ильхва Чхонма» — 2:1.

### Суперкубок Азии
- «Аль-Хиляль» (Эр-Рияд) — «Пхохан Стилерс» — 1:0; 1:1.

### Лига чемпионов КАФ
- «Раджа» (Касабланка) — «Ашанти Голд» (Обуаси) — 0:1; 1:0; пенальти 5:4.

### Суперкубок КАФ
- «Замалек» (Гиза) — «Мокаулун» (Насер-Сити) — 0:0; пенальти 4:2.

### Кубок чемпионов КОНКАКАФ
- «Крус Асуль» (Мехико) — «Лос-Анджелес Гэлакси» (Лос-Анджелес) — 5:3

### Межконтинентальный Кубок
- «Боруссия» (Дортмунд) —  «Крузейро» (Белу-Оризонти) — 2:0.

## Международные соревнования среди сборных
- Кубок Америки:  Бразилия
- Кубок конфедераций:  Бразилия
- Французский турнир 1997[англ.]:  Англия

## Смерти
- 3 февраля — Якушин, Михаил Иосифович, советский футболист и хоккеист, футбольный тренер. Заслуженный мастер спорта. Заслуженный тренер СССР.
- 9 ноября — Эленио Эррера, аргентинский и французский футболист и тренер.
- 18 октября — Рамиро Кастильо, боливийский футболист, покончил жизнь самоубийством.